# Hangapa patruelis
Hangapa patruelis är en insektsart som beskrevs av Young 1986. Hangapa patruelis ingår i släktet Hangapa och familjen dvärgstritar. Inga underarter finns listade i Catalogue of Life.